# Jimmy Reagan
Pour les articles homonymes, voir Reagan (homonymie).
Jimmy Reagan est un boxeur américain né le 6 juillet 1891 à San Francisco, Californie, et mort le 1er octobre 1975.

## Carrière
Passé professionnel en 1907 à l'âge de 16 ans, il devient deux ans plus tard champion du monde des poids coqs en battant aux points Jimmy Walsh le 21 janvier 1909. Ce succès sera de courte durée puisqu'il est battu le 22 février suivant par Monte Attell. Battu également lors du combat revanche, Reagan combattra jusqu'en 1919 sans toutefois remporter de nouveaux titres. Il met un terme à sa carrière sur un bilan de 24 victoires, 30 défaites et 14 matchs nuls.